# Клокочов (Михаловце)
Клокочов (слч. Klokočov) насељено је мјесто са административним статусом сеоске општине (слч. obec) у округу Михаловце, у Кошичком крају, Словачка Република.

## Становништво
| Година:    | 1994. | 2004.   | 2014.   | 2024.   |
| ---------- | ----- | ------- | ------- | ------- |
| Број људи: | 378   | 406     | 422     | 462     |
| Разлика:   |       | +7,40 % | +3,94 % | +9,47 % |

| Година:    | 2023. | 2024.   |
| ---------- | ----- | ------- |
| Број људи: | 449   | 462     |
| Разлика:   |       | +2,89 % |

Према подацима о броју становника из 2011. године насеље је имало 404 становника.